# Primera División 2005-2006 (Argentina)
L'edizione 2005-06 dell'Apertura vide la vittoria del Boca Juniors che riuscì ad avere la meglio sul Gimnasia de La Plata.
Anche la Clausura venne vinta dal Boca Juniors che divenne la prima squadra, oltre al River Plate nel 1999/2000, a vincere l'Apertura e la Clausura nella stessa stagione. Il Lanús fu la squadra rivelazione della Clausura chiudendo il torneo al 2º posto.
Dopo una stagione disastrosa, Instituto e Tiro Federal vennero retrocesse con largo anticipo in Primera B Nacional. La terzultima e la quartultima della classifica retrocessioni, Argentinos Juniors e Olimpo de Bahía Blanca, disputarono degli spareggi salvezza contro le cadette Huracán e Belgrano de Córdoba. Se l'Argentinos Juniors riuscì a salvarsi grazie a due pareggi con l'Huracan, l'Olimpo invece perse entrambe le partite con il Belgrano retrocedendo in Nacional B.

## Torneo di Apertura
| Posizione | Squadra                | Punti | Giocate | Vinte | Nulle | Perse | G.F. | G.S. | D.R. |
| --------- | ---------------------- | ----- | ------- | ----- | ----- | ----- | ---- | ---- | ---- |
| 1         | Boca Juniors           | 40    | 19      | 12    | 4     | 3     | 36   | 17   | 19   |
| 2         | Gimnasia de La Plata   | 37    | 19      | 11    | 4     | 4     | 28   | 19   | 9    |
| 3         | Vélez Sársfield        | 33    | 19      | 10    | 3     | 6     | 26   | 16   | 10   |
| 4         | Independiente          | 32    | 19      | 8     | 8     | 3     | 34   | 22   | 12   |
| 5         | Banfield               | 28    | 19      | 5     | 13    | 1     | 25   | 15   | 10   |
| 6         | River Plate            | 28    | 19      | 8     | 4     | 7     | 31   | 22   | 9    |
| 7         | Estudiantes La Plata   | 28    | 19      | 8     | 4     | 7     | 23   | 22   | 1    |
| 8         | Argentinos Juniors     | 28    | 19      | 8     | 4     | 7     | 19   | 20   | -1   |
| 9         | San Lorenzo            | 28    | 19      | 8     | 4     | 7     | 33   | 39   | -6   |
| 10        | Colón de Santa Fe      | 26    | 19      | 7     | 5     | 7     | 28   | 27   | 1    |
| 11        | Racing Club            | 25    | 19      | 7     | 4     | 8     | 28   | 27   | 1    |
| 12        | Olimpo de Bahía Blanca | 23    | 19      | 5     | 8     | 6     | 19   | 23   | -4   |
| 13        | Lanús                  | 23    | 19      | 5     | 8     | 6     | 21   | 31   | -10  |
| 14        | Arsenal de Sarandí     | 22    | 19      | 5     | 7     | 7     | 23   | 24   | -1   |
| 15        | Rosario Central        | 22    | 19      | 5     | 7     | 7     | 20   | 29   | -9   |
| 16        | Newell's Old Boys      | 20    | 19      | 5     | 5     | 9     | 25   | 27   | -2   |
| 17        | Quilmes                | 19    | 19      | 4     | 7     | 8     | 20   | 27   | -7   |
| 18        | Gimnasia de Jujuy      | 18    | 19      | 3     | 9     | 7     | 23   | 30   | -7   |
| 19        | Tiro Federal           | 15    | 19      | 4     | 3     | 12    | 22   | 31   | -9   |
| 20        | Instituto              | 15    | 19      | 2     | 9     | 8     | 11   | 27   | -16  |

### Classifica marcatori
| Posizione | Giocatore               | Squadra                 | Gol |
| --------- | ----------------------- | ----------------------- | --- |
| 1         | Javier Cámpora          | Tiro Federal            | 13  |
| 2         | Leonardo Pisculichi     | Argentinos Juniors      | 10  |
| 2         | Rodrigo Palacio         | Boca Juniors            | 10  |
| 2         | Gonzalo Vargas          | Gimnasia de La Plata    | 10  |
| 2         | José Luis Calderón      | Estudiantes de La Plata | 10  |
| 3         | Nicolás Frutos          | Independiente           | 9   |
| 3         | Sergio Agüero           | Independiente           | 9   |
| 3         | Iván Moreno y Fabianesi | Colón de Santa Fe       | 9   |
| 4         | Ezequiel Lavezzi        | San Lorenzo             | 8   |

## Torneo di Clausura
| Posizione | Squadra              | Punti | Giocate | Vinte | Nulle | Perse | G.F. | G.S. | D.R. |
| --------- | -------------------- | ----- | ------- | ----- | ----- | ----- | ---- | ---- | ---- |
| 1         | Boca Juniors         | 43    | 19      | 13    | 4     | 2     | 37   | 14   | 23   |
| 2         | Lanús                | 35    | 19      | 10    | 5     | 4     | 26   | 15   | 11   |
| 3         | River Plate          | 34    | 19      | 9     | 7     | 3     | 39   | 24   | 15   |
| 4         | Gimnasia de Jujuy    | 33    | 19      | 10    | 3     | 6     | 26   | 16   | 10   |
| 5         | Gimnasia de La Plata | 32    | 19      | 9     | 5     | 5     | 31   | 22   | 9    |
| 6         | Newell's Old Boys    | 31    | 19      | 8     | 7     | 4     | 27   | 18   | 9    |
| 7         | Banfield             | 31    | 19      | 10    | 1     | 8     | 28   | 22   | 6    |
| 8         | San Lorenzo          | 28    | 19      | 7     | 7     | 5     | 15   | 14   | 1    |
| 9         | Olimpo               | 26    | 19      | 7     | 5     | 7     | 22   | 22   | 0    |
| 10        | Vélez Sársfield      | 25    | 19      | 5     | 10    | 4     | 21   | 18   | 3    |
| 11        | Estudiantes La Plata | 24    | 19      | 6     | 6     | 7     | 25   | 31   | -6   |
| 12        | Independiente        | 23    | 19      | 6     | 5     | 8     | 18   | 18   | 0    |
| 13        | Rosario Central      | 23    | 19      | 5     | 8     | 6     | 15   | 17   | -2   |
| 14        | Argentinos Juniors   | 22    | 19      | 5     | 7     | 7     | 26   | 28   | -2   |
| 15        | Arsenal de Sarandí   | 22    | 19      | 5     | 7     | 7     | 17   | 20   | -3   |
| 16        | Colón de Santa Fe    | 20    | 19      | 5     | 5     | 9     | 19   | 26   | -7   |
| 17        | Quilmes              | 20    | 19      | 5     | 5     | 9     | 11   | 28   | -17  |
| 18        | Racing Club          | 19    | 19      | 5     | 4     | 10    | 14   | 24   | -10  |
| 19        | Instituto            | 13    | 19      | 3     | 4     | 12    | 16   | 37   | -21  |
| 20        | Tiro Federal         | 12    | 19      | 3     | 3     | 13    | 15   | 39   | -24  |

### Classifica marcatori
| Posizione | Giocatore         | Squadra              | Gol |
| --------- | ----------------- | -------------------- | --- |
| 1         | Gonzalo Vargas    | Gimnasia de La Plata | 12  |
| 2         | Ernesto Farías    | River Plate          | 11  |
| 2         | Martín Palermo    | Boca Juniors         | 11  |
| 3         | Ignacio Scocco    | Newell's Old Boys    | 9   |
| 3         | Sergio Agüero     | Independiente        | 9   |
| 4         | Silvio Carrario   | Quilmes              | 7   |
| 4         | Ezequiel Maggiolo | Club Olimpo          | 7   |
| 4         | Rodrigo Palacio   | Boca Juniors         | 7   |

## Retrocessioni
| Squadra                 | Media | Punti | Giocate | 2003-04 | 2004-05 | 2005-06 |
| ----------------------- | ----- | ----- | ------- | ------- | ------- | ------- |
| Boca Juniors            | 1.807 | 206   | 114     | 75/38   | 48/38   | 83/37   |
| River Plate             | 1.649 | 188   | 114     | 66/38   | 60/38   | 62/37   |
| Vélez Sársfield         | 1.614 | 184   | 114     | 53/38   | 73/38   | 58/38   |
| Banfield                | 1.596 | 182   | 114     | 64/38   | 59/38   | 59/38   |
| San Lorenzo             | 1.491 | 170   | 114     | 62/38   | 52/38   | 56/38   |
| Newell's Old Boys       | 1.421 | 162   | 114     | 51/38   | 60/38   | 51/38   |
| Gimnasia de La Plata    | 1.412 | 161   | 114     | 38/38   | 54/38   | 69/38   |
| Estudiantes de La Plata | 1.377 | 157   | 114     | 44/38   | 61/38   | 52/38   |
| Lanús                   | 1.351 | 154   | 114     | 42/38   | 54/38   | 58/38   |
| Arsenal de Sarandí      | 1.342 | 153   | 114     | 55/38   | 54/38   | 43/38   |
| Gimnasia de Jujuy       | 1.342 | 51    | 38      | N/A     | N/A     | 51/38   |
| Racing Club             | 1.333 | 152   | 114     | 50/38   | 58/38   | 44/38   |
| Rosario Central         | 1.316 | 150   | 114     | 44/38   | 61/38   | 45/38   |
| Independiente           | 1.298 | 148   | 114     | 44/38   | 49/38   | 55/38   |
| Colón de Santa Fe       | 1.298 | 148   | 114     | 49/38   | 53/38   | 46/38   |
| Quilmes                 | 1.265 | 143   | 114     | 60/38   | 44/38   | 39/38   |
| Argentinos Juniors      | 1.224 | 93    | 76      | N/A     | 43/38   | 50/38   |
| Olimpo de Bahía Blanca  | 1.149 | 131   | 114     | 39/38   | 43/38   | 49/38   |
| Instituto               | 0.921 | 70    | 76      | N/A     | 42/38   | 28/38   |
| Tiro Federal            | 0.711 | 27    | 38      | N/A     | N/A     | 27/38   |

### Spareggi promozione
| Data           | Squadra in casa    | Squadra in trasferta | Risultato |
| -------------- | ------------------ | -------------------- | --------- |
| 31 maggio 2006 | Huracán            | Argentinos Juniors   | 1 - 1     |
| 4 giugno 2006  | Argentinos Juniors | Huracán              | 2 - 2     |

Argentinos Juniors rimane in Primera Division dopo un pareggio per 3 - 3 in virtù di un "vantaggio sportivo". Infatti in caso di un pareggio la squadra di Primera Division si salva.

| Data           | Squadra in casa     | Squadra in trasferta | Risultato |
| -------------- | ------------------- | -------------------- | --------- |
| 31 maggio 2006 | Belgrano de Córdoba | Club Olimpo          | 2 - 1     |
| 4 giugno 2006  | Club Olimpo         | Belgrano de Córdoba  | 1 - 2     |

Belgrano de Córdoba vince 4-2 e viene promossa in Primera Division. Club Olimpo viene retrocesso in Nacional B.

## Serie minori
| Livello        | Torneo                                                  | Campioni                 |
| -------------- | ------------------------------------------------------- | ------------------------ |
| 2nd            | Primera B Nacional Apertura Primera B Nacional Clausura | Godoy Cruz Nueva Chicago |
| 3rd            | Primera B Metropolitana                                 | Platense                 |
| 3rd (Interior) | Torneo Argentino A                                      | Villa Mitre              |
| 4th            | Primera C Metropolitana                                 | Deportivo Merlo          |
| 5th            | Primera D Metropolitana                                 | Ituzangó                 |